# Влох Михайло Олексійович
Михайло Влох (15 вересня 1896, м. Винники — 15 вересня 1978, США) — поручик австрійської армії, січовий стрілець, автор регіонального збірника про Винники «Виники. Звенигород. Унів та довкільні села» (1970 р. Чикаго, США).

## Життєпис
Народився у середньозаможній селянській родині Олекси і Параскевії Влохів.
Брав активну участь у житті українських товариств у Винниках. Закінчив народну школу у Винниках і поступив у Українську Академічну гімназію у Львові, де навчався до 1915 р. Під час I Світової війни навчається у старшинській школі при телеграфічному полку в Ст. Пельтен. Після її закінчення був направлений на російський фронт, як чотар австрійської армії. Під кінець війни був призначений на сербський фронт, але туди не доїхав через падіння Австро-Угорщини. Потрапляє в Одесу.
У 1918 р. Михайло Влох з 1 листопада 1918 р. керівник служби зв'язків в УГА.
Чотар М. Влох був старшиною зв'язків, відповідальним за справу для 2-го корпусу УГА, що оточував Львів. Його обов'язком був якісний фронтовий зв'язок, для обслуговування армії й допоміжних формацій.
Після війни Михайло Влох навчався в Українському Таємному Університеті. За політичну діяльність був в'язнем Берези-Картузької. Після ув'язнення перебирається до Варшави, де працював і проживав разом з сім'єю.
Після окупації Червоною армією України, виїхав через Швейцарію, Швецію і Венесуелу до США. На еміграції працював над збиранням матеріалів для книги про своє рідне місто Винники. Власним коштом (пожертв було мінімально) видав книгу «Винники, Звенигород і Унів»..
15 вересня 1978 р. помер. Прощалися з покійним колишні бійці Української Армії у каплиці Василя Музики, похований у Баунд-Бруку.